# Liste der Eisschnelllaufweltrekorde im Teamlauf Frauen
Diese Liste enthält alle von der Internationalen Eislaufunion anerkannten Weltrekorde im Eisschnelllauf im Teamlauf der Frauen über sechs Runden (± 2324 m).
| Nr.                                                         | Sportlerinnen                                                 | Zeit    | Datum             | Ort                         | Besonderheiten | Bestand               |
| ----------------------------------------------------------- | ------------------------------------------------------------- | ------- | ----------------- | --------------------------- | -------------- | --------------------- |
| 1                                                           | KanadaCindy Klassen Clara Hughes Kristina Groves              | 3.05,49 | 12. November 2004 | Vikingskipet                | H I, Bh, Ek    | 8 Tage                |
| 2                                                           | KanadaCindy Klassen Clara Hughes Kristina Groves              | 3.03,07 | 20. November 2004 | Sportforum Hohenschönhausen | H I, Bh, Ek    | 357 Tage              |
| 3                                                           | DeutschlandAnni Friesinger Claudia Pechstein Daniela Anschütz | 2.56,04 | 12. November 2005 | Olympic Oval                | H III, Bh, Ek  | 4 Jahre und 24 Tage   |
| amtierende Eisschnelllauf-Weltrekordhalterinnen im Teamlauf |                                                               |         |                   |                             |                |                       |
| 4                                                           | KanadaBrittany Schussler Christine Nesbitt Kristina Groves    | 2.55,79 | 6. Dezember 2009  | Olympic Oval                | H III, Bh, Ek  | 15 Jahre und 109 Tage |

- Stand: 11. September 2013[1]

Die Kürzel in „Besonderheiten“ bedeuten
- H = Höhenlage der Bahn; H I = bis 500 Meter, H II = über 500 Meter, H III = über 1000 Meter
- B = Anlage der Bahn; Bf = Freiluft (offen), Bh = Hallenbahn, Bm = mix (Halboffen, Überdachte Laufbahn)
- E = Eis; Ek = Künstlich (Kühlsystem), En = Natureis (ohne technisches Kühlsystem)